# Roxforti csata
A roxforti csata egy esemény a Harry Potter könyvsorozat hetedik, Harry Potter és a Halál ereklyéi című részében.
|  | Alább a cselekmény részletei következnek! |

A Roxfort történetének egyetlen csatája 1998-ban történt. A csatában a Főnix Rendje és Dumbledore Serege, valamint nagykorú diákok együtt küzdöttek életükért, Harry Potterért és a Roxfortért, a halálfalókkal szemben.

## A csata
1998 május-júniusában Harry Potter, Hermione Granger, Ronald Weasley rájönnek, hogy a hatodik horcrux a Roxfortban található. Azonban Voldemort tudomást szerez róla, hogy ott vannak, ezért halálfalóival körbeveszik az egész épületet. A kiskorúakat a tanárok és prefektusok azonnal evakuálni kezdik a Szükség Szobáján keresztül, ahonnan közben viszont folyamatosan érkeznek a Főnix Rendjének tagjai.
A bent lévők időt kapnak éjfélig, hogy adják ki Harryt Voldemortnak. Ők természetesen nem árulják el.
Így kezdődik el a csata.
Rengeteg halálfaló esik el, azonban még több nagykorú diák és rendtag, köztük Remus Lupin, Nymphadora Tonks és Fred Weasley.
Voldemort nem vesz részt a csatában, ő a Szellemszálláson várja Harry Potter felbukkanását.
Ezt követően újra szünet áll be a csatában, Voldemort most egy órát ad, hogy Harry Potter a Tiltott Rengetegbe menjen.
Harry ismeri a végzetét, hagyja, hogy Voldemort megölje.
Azonban mivel Harry vére csörgedezik Voldemortban, nem sikerül a gyilkosság, bár Tudjukki ezt nem veszi észre.
Visszaviteti Harry testét Hagriddal, bemutatni a kastély védőinek, azt hazudva, hogy Harry menekülni akart. Eközben Neville Longbottom megöli Naginit, így Voldemortnak már nincs több horcruxa.
Flitwick professzor Antonin Dolohovot, Mrs. Weasley Bellatrix Lestrange-t öli meg.
Harry Potter felfedi, hogy valójában nem halt meg és küzdeni készül Voldemorttal. Voldemort a legyőzhetetlen bodzafa pálcát használja, aminek azonban Harry az ura, így a Voldemort által küldött átok visszaszáll a Sötét Nagyúrra és megöli.

## Az elhunytak
Körülbelül 50 áldozata lett a csatának (akiket Rowling a Harry Potter és az elátkozott gyermekben az Elesett Ötveneknek nevez), azonban csak a megnevezetteket tudjuk felsorolni. Gyilkosaikkal együtt (halálozási sorrendben):
- Fred Weasley – Augustus Rookwood által okozott robbanás
- Remus Lupin – Antonin Dolohov
- Nymphadora Tonks – Bellatrix Lestrange
- Perselus Piton (nem a csatában halt meg, csupán a csata közben) – Voldemort
- Colin Creevey
- Antonin Dolohov – Filius Flitwick
- Bellatrix Lestrange – Molly Weasley
- Voldemort – Harry Potter
- Lavender Brown – Fenrir Greyback
- Vincent Crack – a saját maga által okozott táltostűz áldozata lett
- Nigel Wolpert